# Holger Stenholm
Per Axel Holger Stenholm, född 2 mars 1897 i Säby församling i Jönköpings län, död 30 december 1977 i Kungsbacka församling i Hallands län, var en svensk militär.

## Biografi
Stenholm avlade studentexamen i Härnösand 1915. Han avlade officersexamen vid Krigsskolan 1917 och utnämndes samma år till fänrik vid Västernorrlands regemente, där han befordrades till löjtnant 1919 och kapten 1932. Han var adjutant och biträdande lärare vid Krigsskolan 1935–1938, befordrades till major 1939 och var stabschef vid Övre Norrlands trupper 1941–1942, befordrades till överstelöjtnant 1942 och var stabschef vid staben i VI. militärområdet 1942–1944. Åren 1942–1946 var han militärt sakkunnig i marknadsfrågor. Han tjänstgjorde 1944–1947 vid Norra skånska infanteriregementet, befordrades 1945 till överste och utnämndes 1945 till chef för interneringslägret i Rinkaby. Det var där baltutlämningen ägde rum, varvid tyska och baltiska krigsfångar utlämnades till Sovjetunionen. Stenholm var chef för Västerbottens regemente 1947–1952 och sekundchef för Livgrenadjärregementet 1952–1957.

## Utmärkelser
- Riddare av Svärdsorden, 1938.[6]
- Kommendör av Svärdsorden, 15 november 1949.[7]
- Kommendör av första klass av Svärdsorden, 11 november 1952.[8]